# Oswald von Uechtritz-Steinkirch
Oswald Konstantin von Uechtritz-Steinkirch (* 26. März 1824 in Siegda, Kreis Wohlau; † 6. März 1902 in Berlin) war ein schlesischer Jurist und Politiker.

## Leben
Oswald von Uechtritz-Steinkirch besuchte das Oelser Gymnasium. Nach dem Abitur studierte er an der Rheinischen Friedrich-Wilhelms-Universität und der Königlichen Universität Breslau Rechtswissenschaft. Er war seit 1845 Mitglied des Corps Borussia Bonn und der Breslauer Freimaurerloge Friedrich zum goldenen Zepter. Zuletzt war er an der Friedrich-Wilhelms-Universität zu Berlin. Er war als Staatsanwalt in Breslau und als Kammergerichtsrat in Berlin tätig. Von 1859 bis 1876 war er unbesoldeter Direktor der Breslau-Schweidnitz-Freiburger Eisenbahn-Gesellschaft.
Von Uechtritz-Steinkirch gehörte von 1877 bis 1888 für die Deutschkonservative Partei dem Preußischen Abgeordnetenhaus an, in dem er den Wahlkreis Breslau 2 (Militsch – Trebnitz) vertrat. Am 27. Januar 1883 gewann er als Kandidat der Deutschkonservativen Partei eine Ersatzwahl im Reichstagswahlkreis Liegnitz 1 (Grünberg, Freystadt) und gehörte dem Reichstag bis zum Ende der Legislaturperiode im Jahre 1884 an.